# Saint-Jean-le-Vieux (Isère)
Saint-Jean-le-Vieux település Franciaországban, Isère megyében. Lakosainak száma 276 fő (2022. január 1.). Saint-Jean-le-Vieux La Combe-de-Lancey, Le Versoud, Domène és Revel községekkel határos.

## Népesség
A település népessége az elmúlt években az alábbi módon változott:
| Lakosok száma | 104  | 149  | 173  | 210  | 262  | 279  | 292  | 300  | 292  | 276  |
|               | 1968 | 1982 | 1990 | 2006 | 2013 | 2015 | 2017 | 2019 | 2020 | 2022 |